# إكي فرض (تغازوت)
إكي فرض هي إحدى مشيخات المملكة المغربية، تتبع جغرافيا لعمالة أكادير إدا وتنان وإداريًا لتغازوت. يقدر عدد سكانها بـ 324 نسمة حسب الإحصاء الرسمي للسكان والسكنى لسنة 2004.